# Beynes (Alpes-de-Haute-Provence)
Beynes ist eine südfranzösische Gemeinde  mit 121 Einwohnern (Stand 1. Januar 2022) im Département Alpes-de-Haute-Provence in der Region Provence-Alpes-Côte d’Azur. Sie gehört zum Arrondissement Digne-les-Bains und zum Kanton Riez.

## Geografie
Der Fluss Asse bildet im Norden und im Westen die Gemeindegrenze. Die angrenzenden Gemeinden sind Châteauredon und Entrages im Norden, Chaudon-Norante im Osten, Senez (Enklave) im Südosten, Estoublon im Süden sowie Mézel im Westen.
Zu Beynes gehören neben der Hauptsiedlung auch die Weiler Saint-Pierre, Creisset, Palus und Les Guberts.

## Bevölkerungsentwicklung
| Jahr      | 1962 | 1968 | 1975 | 1982 | 1990 | 1999 | 2008 | 2015 |
| --------- | ---- | ---- | ---- | ---- | ---- | ---- | ---- | ---- |
| Einwohner | 63   | 51   | 54   | 75   | 93   | 114  | 121  | 126  |

## Sehenswürdigkeiten
- Kirche Saint-Pierre-et-Saint-Martin